# Bülach
Bülach (en alemán: [ˈbylɑχ]) es una ciudad histórica y un municipio de Suiza, en el cantón de Zúrich. Es la capital administrativa del distrito de Bülach. Está situada en el valle del Glatt (en alemán: Glattal), al este del pequeño río Glatt y a unos 4 km al sur del Alto Rin y a unos 6 km al norte del aeropuerto de Zúrich.
La lengua oficial de Bülach es el alemán estándar suizo, pero la principal lengua hablada es la variante local del dialecto alemánico suizo.

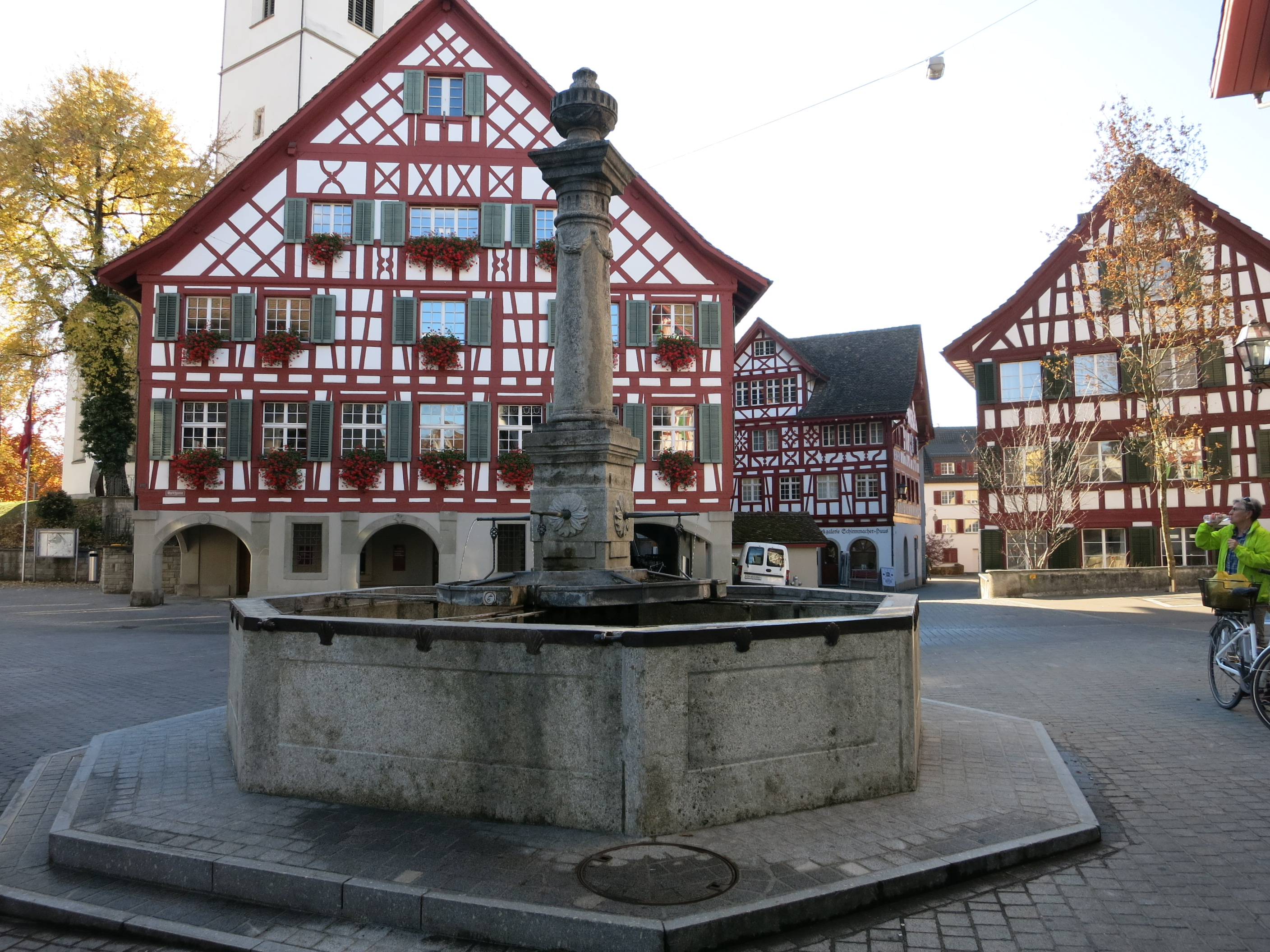
Fuente del Ayuntamiento de Bülach 02

## Historia

Vista aérea de Walter Mittelholzer (1933)

Bülach se menciona por primera vez en el año 811 con el nombre de Pulacha y desde muy antiguo perteneció a la provincia de los alamanes. En 1953 se publicó la descripción de Joachim Werner del cementerio primitivo excavado allí.

## Geografía
Bülach tiene una superficie de 16,1 km². De esta superficie, el 33,2 % se destina a usos agrícolas, el 39,5 % es forestal, el 26,9 % está poblado (edificios o carreteras) y el resto (0,4 %) es improductivo (ríos, glaciares o montañas).
El municipio está situado en torno al valle inferior del Glatt. La ciudad de Bülach y el pueblo de Niederflachs se encuentran en el valle. Alrededor de la ciudad se encuentran las aldeas de Heimgarten am Rinsberg, Eschenmosen (desde 1919, antes parte de Winkel) y Nussbaumen am Dettenberg. El municipio de Bachenbülach formó parte de Bülach hasta 1849, cuando se convirtió en municipio independiente. Bülach se encuentra en la antigua carretera de Zúrich a Eglisau, pasando por Kloten.